# Noruega en el Festival de la Canción de Eurovisión 2022
Noruega participó en el LXVI Festival de la Canción de Eurovisión, que se celebró en Turín, Italia del 10 al 14 de mayo de 2022, tras la victoria de Måneskin con la canción «Zitti e buoni». La Norsk Rikskringkasting (Servicio de Radio y Televisión de Noruega en español) decidió mantener el formato de selección tradicional, organizando el Melodi Grand Prix para elegir al representante noruego en Eurovisión. El festival fue celebrado durante 5 fines de semana desde el 15 de enero al 19 de febrero de 2022, dando como ganadores al grupo Subwoolfer con el tema electropop  «Give that Wolf a Banana», compuesto por ellos junto a DJ Astronaut.
A fecha de inicios de abril, el grupo noruego parte como uno de los favoritos a la victoria en el concurso, situándose en la 8.ª posición en las casas de apuestas. Tras el inicio de la semana de ensayos y estando a un día de la final, Noruega se ha mantenido dentro del Top Ten de las casas de apuestas, en el lugar 9.
En el concurso, Noruega superó la primera semifinal tras colocarse en 6° lugar con un total de 177 puntos. Cuatro días más tarde, en la gran final, Noruega finalizó en la 10.ª posición del concurso con un total de 182 puntos: 36 del jurado profesional y 146 del televoto.

## Historia de Noruega en Eurovisión
Noruega debutó en 1960, habiendo participado en 59 ocasiones desde entonces. El país ha ganado en tres ocasiones: en 1985 con Bobbysocks! y la canción «La det swinge»; en 1995 con la canción seminstrumental «Nocturne» del grupo Secret Garden y por último en 2009, con Alexander Rybak y «Fairytale» siendo esta última la canción con la mayor puntuación de la historia (387 puntos) hasta el cambio de formato en la votación de 2016. En contraste, Noruega se ha posicionado último en 11 ocasiones, incluyendo cuatro con cero puntos. Desde la introducción de las semifinales en 2004, Noruega solo ha sido eliminada en esta instancia en 3 ocasiones: 2007, 2011 y 2016.
En 2021, el ganador del tradicional Melodi Grand Prix, TIX, terminó en 18° lugar con 75 puntos en la gran final, con el tema «Fallen Angel».

## Representante para Eurovisión
El Melodi Grand Prix 2021, fue la 60° edición del festival noruego. Noruega confirmó su participación en el Festival de Eurovisión 2021 abriendo el proceso de recepción de candidaturas en mayo de 2021. La competencia tuvo lugar durante 5 fines de semana desde el 15 de enero al 19 de febrero de 2022, con la participación de 21 intérpretes, 5 de ellos clasificados directamente a la final.
La final del festival tuvo lugar el 19 de febrero, con la realización de 2 rondas. En la primera, se presentaron las 10 candidaturas finalistas y se sometieron a una votación 100 % del público de forma online y por sms. Si bien se anunciaron los 4 actos más votados: Elsie Bay, NorthKid, Sofie Fjellvang y Subwoolfer; solo los dos mejores avanzaron a la segunda ronda de votación: NorthKid y Subwoolfer. En esta última fase, al igual que la anterior, los finalistas se sometían a votación del público, donde el más votado se declaraba ganador del festival y representante de Noruega en Eurovisión. Tras la segunda ronda, el grupo Subwoolfer fue declarado ganador con la canción «Give That Wolf a Banana», tras obtener una media de 54.11% de los votos, convirtiéndose en los representantes no. 61 de Noruega en el festival eurovisivo.
| N.º | Artista    | Canción                   | Televoto | Televoto | Televoto | Televoto | Televoto | Televoto       | Televoto | Televoto   |
| N.º | Artista    | Canción                   | Sur      | Centro   | Norte    | Oeste    | Este     | Total de votos | Lugar    | Porcentaje |
| --- | ---------- | ------------------------- | -------- | -------- | -------- | -------- | -------- | -------------- | -------- | ---------- |
| 1   | NorthKid   | «Someone»                 | 28,095   | 40,288   | 79,548   | 57,369   | 106,923  | 312,223        | 2        | 45.89%     |
| 2   | Subwoolfer | «Give That Wolf a Banana» | 36,576   | 45,038   | 28,731   | 82,146   | 175,615  | 368,106        | 1        | 54.11%     |

## En Eurovisión
De acuerdo a las reglas del festival, todos los concursantes iniciaron desde las semifinales, a excepción del anfitrión (en este caso, Italia) y el Big Five compuesto por Alemania, España, Francia, la misma Italia y Reino Unido. En el sorteo realizado el 25 de enero de 2022, Noruega fue sorteada en la primera semifinal del festival. En este mismo sorteo, se determinó que participaría en la segunda mitad de la semifinal (posiciones 10-18). Semanas después, ya conocidos los artistas y sus respectivas canciones participantes, la producción del programa dio a conocer el orden de actuación, determinando que el país participaría en la decimosexta posición, precedida por Grecia y seguida de Armenia.
Los comentarios para Noruega corrieron en segunda ocasión consecutiva por parte de Marte Stokstad en televisión y en radio por parte de Jon Marius Hyttebakk y Marit Sofie Strand. El portavoz de la votación del jurado profesional noruego fue el cantante y participante en el festival de Eurovisión del año anterior por Noruega, TIX.

### Semifinal 1

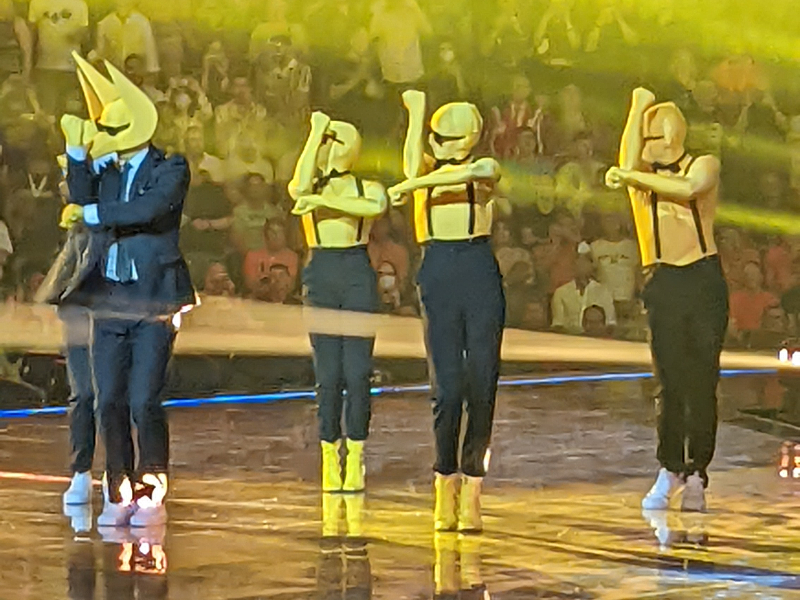
Subwoolfer junto a sus bailarinas durante la primera semifinal.

Subwoolfer tomó parte de los ensayos los días 1 y 5 de mayo así como de los ensayos generales con vestuario de la primera semifinal los días 9 y 10 de mayo. El ensayo general de la tarde del 9 fue tomado en cuenta por los jurados profesionales para emitir sus votos, que representaron el 50% de los puntos. Noruega se presentó en la posición 16, detrás de Armenia y por delante de Grecia.
La actuación noruega se mantuvo fiel a la presentación realizada en el Melodi Grand Prix. Subwoolfer se presentó junto a DJ Astronaut y 3 bailarinas. En el caso de DJ Astronaut, utilizó su traje de astronauta dorado, estando sobre una plataforma alta con una mesa de DJ al fondo del escenario. Mientras, el resto utilizó un traje amarillo de pies a cabeza ocultando sus identidades, sobre las cuales Subwoolfer utilizaron un traje sencillo con gafas de sol mientras las bailarinas utilizaron un pantalón negro de tirantes, una corbata de moño y gafas de sol. El escenario se mantuvo mayoritaramiente en colores amarillos y negros con ciertos juegos de luces, con el puente de la canción pasando a color rojo con juegos de flashes blancos y en el estribillo final usaron pirotecnia de color rojo, todo esto mientras Subwoolfer interpretaba y bailaba la canción con su particular coreografía
Al final del show, Noruega fue anunciada como uno de los 10 países finalistas. Los resultados revelados una vez terminado el festival, posicionaron a Noruega en 6° lugar de la semifinal con un total de 177 puntos, habiendo obtenido la séptima posición del jurado profesional con 73 puntos, incluyendo la máxima puntuación del jurado de Islandia, y el cuarto lugar del televoto con 104 puntos.

### Final
Durante la rueda de prensa de los ganadores de la primera semifinal, se realizó el sorteo en el que se decidió en que mitad participaría cada finalista. Noruega fue sorteada para participar en la primera mitad de la final (posiciones 1-13). El orden de actuación revelado durante la madrugada del viernes 13 de mayo, decidió que Noruega debía actuar en la posición 7 por delante de Francia y detrás de Armenia. Subwoolfer tomó parte de los ensayos generales con vestuario de la final los días 13 y 14 de mayo. El ensayo general de la tarde del 13 fue tomado en cuenta por los jurados profesionales para emitir sus votos, que representaron el 50% de los puntos.
Durante la votación, Noruega se colocó en 17° lugar en la votación del jurado profesional con 36 puntos, recibiendo como máximo los 8 puntos del jurado de Islandia. Posteriormente, se anunció su puntuación en la votación del televoto: 146 puntos que las ubicaron en la 7.ª posición, incluyendo los 10 puntos de Suecia, Islandia y Australia. En la sumatoria final, Noruega finalizó en la 10.ª posición con 182 puntos, su sexto resultado entre los mejores 10 en sus últimas 9 participaciones.

### Votación

#### Puntuación a Noruega

##### Semifinal 1
| Jurado              | Jurado                            | Jurado                           | Jurado                                                                     | Jurado                   |
| 12 puntos           | 10 puntos                         | 8 puntos                         | 7 puntos                                                                   | 6 puntos                 |
| ------------------- | --------------------------------- | -------------------------------- | -------------------------------------------------------------------------- | ------------------------ |
| - Islandia          |                                   |                                  | - Bulgaria - Letonia - Moldavia - Suiza                                    | - Armenia - Países Bajos |
| 5 puntos            | 4 puntos                          | 3 puntos                         | 2 puntos                                                                   | 1 punto                  |
|                     | - Austria                         | - Dinamarca - Francia - Lituania | - Albania - Eslovenia - Portugal                                           | - Grecia - Ucrania       |
| Televoto            |                                   |                                  |                                                                            |                          |
| 12 puntos           | 10 puntos                         | 8 puntos                         | 7 puntos                                                                   | 6 puntos                 |
|                     | - Dinamarca - Islandia - Moldavia |                                  | - Austria - Croacia - Grecia - Letonia - Países Bajos - Portugal - Ucrania |                          |
| 5 puntos            | 4 puntos                          | 3 puntos                         | 2 puntos                                                                   | 1 punto                  |
| - Italia - Lituania | - Bulgaria - Eslovenia            | - Armenia                        | - Albania - Francia                                                        |                          |

##### Final
| Jurado                                       | Jurado                                                  | Jurado                                 | Jurado                                                                                    | Jurado                                        |
| 12 puntos                                    | 10 puntos                                               | 8 puntos                               | 7 puntos                                                                                  | 6 puntos                                      |
| -------------------------------------------- | ------------------------------------------------------- | -------------------------------------- | ----------------------------------------------------------------------------------------- | --------------------------------------------- |
|                                              |                                                         | - Islandia                             |                                                                                           |                                               |
| 5 puntos                                     | 4 puntos                                                | 3 puntos                               | 2 puntos                                                                                  | 1 punto                                       |
| - Austria - Letonia                          | - Finlandia                                             | - Alemania - Países Bajos - Suecia     | - Bulgaria - República Checa                                                              | - Suiza                                       |
| Televoto                                     |                                                         |                                        |                                                                                           |                                               |
| 12 puntos                                    | 10 puntos                                               | 8 puntos                               | 7 puntos                                                                                  | 6 puntos                                      |
|                                              | - Australia - Islandia - Suecia                         | - Dinamarca - Serbia                   | - Azerbaiyán                                                                              | - Finlandia - Grecia - Moldavia - Reino Unido |
| 5 puntos                                     | 4 puntos                                                | 3 puntos                               | 2 puntos                                                                                  | 1 punto                                       |
| - Austria - Croacia - Letonia - Países Bajos | - Estonia - Irlanda - Israel - Italia - Malta - Polonia | - Eslovenia - España - República Checa | - Lituania - Macedonia del Norte - Montenegro - Portugal - Rumania - San Marino - Ucrania | - Alemania - Bulgaria                         |

#### Votación realizada por Noruega
| Puntos    | Jurado       | Televoto     |
| --------- | ------------ | ------------ |
| 12 puntos | Grecia       | Grecia       |
| 10 puntos | Portugal     | Ucrania      |
| 8 puntos  | Países Bajos | Lituania     |
| 7 puntos  | Armenia      | Islandia     |
| 6 puntos  | Ucrania      | Moldavia     |
| 5 puntos  | Lituania     | Armenia      |
| 4 puntos  | Suiza        | Dinamarca    |
| 3 puntos  | Dinamarca    | Austria      |
| 2 puntos  | Islandia     | Portugal     |
| 1 punto   | Moldavia     | Países Bajos |

| Puntos    | Jurado       | Televoto    |
| --------- | ------------ | ----------- |
| 12 puntos | Grecia       | Ucrania     |
| 10 puntos | Portugal     | Lituania    |
| 8 puntos  | Suecia       | Suecia      |
| 7 puntos  | España       | Grecia      |
| 6 puntos  | Reino Unido  | Reino Unido |
| 5 puntos  | Países Bajos | Polonia     |
| 4 puntos  | Armenia      | Moldavia    |
| 3 puntos  | Ucrania      | Serbia      |
| 2 puntos  | Lituania     | Estonia     |
| 1 punto   | Suiza        | España      |

##### Desglose
El jurado noruego estuvo compuesto por:
- JOWST
- Mari Bølla
- Mats Borch Bugge
- Royane
- Trine Rein

| Semifinal 1 | Semifinal 1  | Semifinal 1                | Semifinal 1                | Semifinal 1                | Semifinal 1                | Semifinal 1                | Semifinal 1                | Semifinal 1                | Semifinal 1                | Semifinal 1                |
| N.º         | País         | Jurado                     | Jurado                     | Jurado                     | Jurado                     | Jurado                     | Jurado                     | Jurado                     | Televoto                   | Televoto                   |
| N.º         | País         | Jurado A                   | Jurado B                   | Jurado C                   | Jurado D                   | Jurado E                   | Rank                       | Pts                        | Rank                       | Pts                        |
| ----------- | ------------ | -------------------------- | -------------------------- | -------------------------- | -------------------------- | -------------------------- | -------------------------- | -------------------------- | -------------------------- | -------------------------- |
| 01          | Albania      | 12                         | 7                          | 15                         | 15                         | 13                         | 13                         |                            | 13                         |                            |
| 02          | Letonia      | 13                         | 11                         | 9                          | 16                         | 9                          | 12                         |                            | 12                         |                            |
| 03          | Lituania     | 4                          | 2                          | 14                         | 10                         | 8                          | 6                          | 5                          | 3                          | 8                          |
| 04          | Suiza        | 16                         | 8                          | 4                          | 6                          | 4                          | 7                          | 4                          | 11                         |                            |
| 05          | Eslovenia    | 15                         | 12                         | 8                          | 13                         | 12                         | 14                         |                            | 16                         |                            |
| 06          | Ucrania      | 2                          | 3                          | 3                          | 9                          | 10                         | 5                          | 6                          | 2                          | 10                         |
| 07          | Bulgaria     | 9                          | 14                         | 16                         | 12                         | 15                         | 16                         |                            | 15                         |                            |
| 08          | Países Bajos | 5                          | 4                          | 2                          | 4                          | 2                          | 3                          | 8                          | 10                         | 1                          |
| 09          | Moldavia     | 8                          | 13                         | 6                          | 8                          | 16                         | 10                         | 1                          | 5                          | 6                          |
| 10          | Portugal     | 6                          | 1                          | 7                          | 3                          | 1                          | 2                          | 10                         | 9                          | 2                          |
| 11          | Croacia      | 11                         | 16                         | 11                         | 14                         | 11                         | 15                         |                            | 14                         |                            |
| 12          | Dinamarca    | 3                          | 10                         | 10                         | 5                          | 7                          | 8                          | 3                          | 7                          | 4                          |
| 13          | Austria      | 7                          | 15                         | 12                         | 11                         | 14                         | 11                         |                            | 8                          | 3                          |
| 14          | Islandia     | 14                         | 9                          | 13                         | 7                          | 6                          | 9                          | 2                          | 4                          | 7                          |
| 15          | Grecia       | 1                          | 6                          | 1                          | 2                          | 5                          | 1                          | 12                         | 1                          | 12                         |
| 16          | Noruega      | -------------------------- | -------------------------- | -------------------------- | -------------------------- | -------------------------- | -------------------------- | -------------------------- | -------------------------- | -------------------------- |
| 17          | Armenia      | 10                         | 5                          | 5                          | 1                          | 3                          | 4                          | 7                          | 6                          | 5                          |

| Final | Final           | Final                      | Final                      | Final                      | Final                      | Final                      | Final                      | Final                      | Final                      | Final                      |
| N.º   | País            | Jurado                     | Jurado                     | Jurado                     | Jurado                     | Jurado                     | Jurado                     | Jurado                     | Televoto                   | Televoto                   |
| N.º   | País            | Jurado A                   | Jurado B                   | Jurado C                   | Jurado D                   | Jurado E                   | Rank                       | Pts                        | Rank                       | Pts                        |
| ----- | --------------- | -------------------------- | -------------------------- | -------------------------- | -------------------------- | -------------------------- | -------------------------- | -------------------------- | -------------------------- | -------------------------- |
| 01    | República Checa | 7                          | 14                         | 9                          | 16                         | 13                         | 12                         |                            | 11                         |                            |
| 02    | Rumania         | 22                         | 15                         | 21                         | 17                         | 11                         | 19                         |                            | 19                         |                            |
| 03    | Portugal        | 3                          | 5                          | 1                          | 2                          | 2                          | 2                          | 10                         | 20                         |                            |
| 04    | Finlandia       | 21                         | 24                         | 23                         | 23                         | 20                         | 24                         |                            | 17                         |                            |
| 05    | Suiza           | 9                          | 12                         | 16                         | 9                          | 7                          | 10                         | 1                          | 13                         |                            |
| 06    | Francia         | 12                         | 20                         | 7                          | 20                         | 14                         | 14                         |                            | 14                         |                            |
| 07    | Noruega         | -------------------------- | -------------------------- | -------------------------- | -------------------------- | -------------------------- | -------------------------- | -------------------------- | -------------------------- | -------------------------- |
| 08    | Armenia         | 14                         | 21                         | 10                         | 4                          | 4                          | 7                          | 4                          | 15                         |                            |
| 09    | Italia          | 16                         | 13                         | 12                         | 18                         | 17                         | 17                         |                            | 23                         |                            |
| 10    | España          | 6                          | 2                          | 2                          | 5                          | 8                          | 4                          | 7                          | 10                         | 1                          |
| 11    | Países Bajos    | 8                          | 9                          | 13                         | 8                          | 3                          | 6                          | 5                          | 16                         |                            |
| 12    | Ucrania         | 4                          | 6                          | 11                         | 13                         | 22                         | 8                          | 3                          | 1                          | 12                         |
| 13    | Alemania        | 15                         | 23                         | 22                         | 19                         | 12                         | 21                         |                            | 18                         |                            |
| 14    | Lituania        | 19                         | 7                          | 6                          | 10                         | 21                         | 9                          | 2                          | 2                          | 10                         |
| 15    | Azerbaiyán      | 18                         | 8                          | 15                         | 22                         | 18                         | 16                         |                            | 24                         |                            |
| 16    | Bélgica         | 20                         | 22                         | 14                         | 12                         | 16                         | 18                         |                            | 22                         |                            |
| 17    | Grecia          | 1                          | 1                          | 3                          | 1                          | 1                          | 1                          | 12                         | 4                          | 7                          |
| 18    | Islandia        | 24                         | 16                         | 19                         | 14                         | 15                         | 22                         |                            | 12                         |                            |
| 19    | Moldavia        | 10                         | 19                         | 20                         | 21                         | 23                         | 20                         |                            | 7                          | 4                          |
| 20    | Suecia          | 5                          | 3                          | 4                          | 3                          | 5                          | 3                          | 8                          | 3                          | 8                          |
| 21    | Australia       | 11                         | 11                         | 17                         | 7                          | 19                         | 13                         |                            | 21                         |                            |
| 22    | Reino Unido     | 2                          | 4                          | 5                          | 6                          | 9                          | 5                          | 6                          | 5                          | 6                          |
| 23    | Polonia         | 13                         | 17                         | 18                         | 11                         | 10                         | 15                         |                            | 6                          | 5                          |
| 24    | Serbia          | 23                         | 10                         | 24                         | 24                         | 24                         | 23                         |                            | 8                          | 3                          |
| 25    | Estonia         | 17                         | 18                         | 8                          | 15                         | 6                          | 11                         |                            | 9                          | 2                          |